# دزاير تي في
دزاير  هي قناة جزائرية مستقلة، انطلق بثها على الساتل في 8 ماي 2013 بعد أن كانت تبث مجموعة من البرامج الرياضية ومباريات الدوري الجزائري عبر الويب.
القناة عامة تتنوع برامجها بين نشرات الأخبار والرياضة والبرامج الاجتماعية والترفيهية. يوجد مقر القناة في مدينة الجزائر العاصمة، ويوجد المكتب الرئيسي للقناة بالمرادية بالجزائر العاصمة، إلى جانب مكاتب أخرى بالعواصم العالمية.

## الحقوق الرياضية التي تملكها القناة
تملك القناة حقوق بث مباريات بطوبة موبيليس الدرجة الثانية لكرة القدم لموسم 2015 /2016، حيث اشترت الحقوق يوم 14 جويلية مقابل مبلغ 90 مليون دج، لتكون بذلك أول قناة خاصة في الجزائر تملك حقوق بث إحدى البطولات الكروية.

## البرامج
العديد من البرامج مثل: ملح الدار
- أحوال الناس
- صباح دزاير
- SYSTEM DZ
- دار بوب
- الباييس
- المجلة الاقتصادية
- الدار داركم
- buzz show
- escale méditerranée
- حقائق
- لقاء المحترفين
- CONTROVERS
- أقلام وآراء
- ساعة للحقيقة
- dzair foot
- FLASH SPORT